# WNBA Finals Most Valuable Player Award
WNBA Finals Most Valuable Player Award (MVP) – coroczna nagroda żeńskiej ligi koszykówki Women's National Basketball Association (WNBA) przyznawana od 1997 najbardziej wartościowej zawodniczce finałów ligi WNBA. 
Przez pierwsze cztery lata istnienia ligi nagroda ta trafiała do jednej zawodniczki – Cynthii Cooper z Houston Comets, która jako liderka strzelczyń zespołu wraz z Tiną Thompson oraz Sheryl Swoopes poprowadziła drużynę do czterech tytułów mistrzowskich z rzędu.
W 2001 dominacja Comets dobiegła końca. Przez trzy kolejne finały pojawiała się w nich drużyna Los Angeles Sparks. Zespół Sparks zdobył dwa tytuły z rzędu, a jego środkowa Lisa Leslie została dwukrotnie laureatką nagrody MVP finałów.
Do 2019 tylko dwie koszykarki spoza Stanów Zjednoczonych zdobyły nagrodę - Australijka Lauren Jackson (2010) i Belgijka Emma Meesseman (2019).
Od 2003 żadna z zawodniczek nie uzyskała nagrody więcej niż jeden raz z rzędu (stan na 2015). Może to wynikać z faktu, iż żadna z drużyna nie zdobyła tytułu dwukrotnie z rzędu. Zespół Detroit Shock zdobywał tytuł trzykrotnie, jednak za każdym razem inna zawodniczka sięgała po statuetkę MVP (Ruth Riley, Deanna Nolan, Katie Smith).

## Laureatki MVP
Cyfra w nawiasie oznacza kolejny wybór tej samej zawodniczki.
| Rok  | Zawodniczka        | Nar.              | Zespół              |
| ---- | ------------------ | ----------------- | ------------------- |
| 1997 | Cynthia Cooper     | Stany Zjednoczone | Houston Comets      |
| 1998 | Cynthia Cooper (2) | Stany Zjednoczone | Houston Comets      |
| 1999 | Cynthia Cooper (3) | Stany Zjednoczone | Houston Comets      |
| 2000 | Cynthia Cooper (4) | Stany Zjednoczone | Houston Comets      |
| 2001 | Lisa Leslie        | Stany Zjednoczone | Los Angeles Sparks  |
| 2002 | Lisa Leslie (2)    | Stany Zjednoczone | Los Angeles Sparks  |
| 2003 | Ruth Riley         | Stany Zjednoczone | Detroit Shock       |
| 2004 | Betty Lennox       | Stany Zjednoczone | Seattle Storm       |
| 2005 | Yolanda Griffith   | Stany Zjednoczone | Sacramento Monarchs |
| 2006 | Deanna Nolan       | Stany Zjednoczone | Detroit Shock       |
| 2007 | Cappie Pondexter   | Stany Zjednoczone | Phoenix Mercury     |
| 2008 | Katie Smith        | Stany Zjednoczone | Detroit Shock       |
| 2009 | Diana Taurasi      | Stany Zjednoczone | Phoenix Mercury     |
| 2010 | Lauren Jackson     | Australia         | Seattle Storm       |
| 2011 | Seimone Augustus   | Stany Zjednoczone | Minnesota Lynx      |
| 2012 | Tamika Catchings   | Stany Zjednoczone | Indiana Fever       |
| 2013 | Maya Moore         | Stany Zjednoczone | Minnesota Lynx      |
| 2014 | Diana Taurasi (2)  | Stany Zjednoczone | Phoenix Mercury     |
| 2015 | Sylvia Fowles      | Stany Zjednoczone | Minnesota Lynx      |
| 2016 | Candace Parker     | Stany Zjednoczone | Los Angeles Sparks  |
| 2017 | Sylvia Fowles (2)  | Stany Zjednoczone | Minnesota Lynx      |
| 2018 | Breanna Stewart    | Stany Zjednoczone | Seattle Storm       |
| 2019 | Emma Meesseman     | Belgia            | Washington Mystics  |
| 2020 | Breanna Stewart    | Stany Zjednoczone | Seattle Storm       |
| 2021 | Kahleah Copper     | Stany Zjednoczone | Chicago Sky         |
| 2022 | Chelsea Gray       | Stany Zjednoczone | Las Vegas Aces      |
| 2023 | A'ja Wilson        | Stany Zjednoczone | Las Vegas Aces      |
| 2024 | Jonquel Jones      | Bahamy            | New York Liberty    |